# Тенин
Тенин (天仁) је јапанска ера (ненко) која је настала после Каџо и пре Тенеи ере. Временски је трајала од августа 1108. до јула 1110. године и припадала је Хејан периоду. Владајући монарх био је цар Тоба.

## Важнији догађаји Тенин ере
- 1108. (Тенин 1): Минамото но Тамејоши, унук и наследник Минамото но Јошиеја, постаје вођа клана Сеива Генџи (моћни огранак Генџи клана) након смрти свога деде.[3]
- 1108. (Тенин 1): Вулкан Асама се активира и проузрокује штету у својој близини.[4]
- 1109. (Тенин 2, први месец): Цар посећује храмове Ивашимизу и Камо.[3]